# Argemone ochroleuca
Argemone ochroleuca là một loài thực vật có hoa trong họ Anh túc. Loài này được Sweet mô tả khoa học đầu tiên năm 1828.

## Hình ảnh

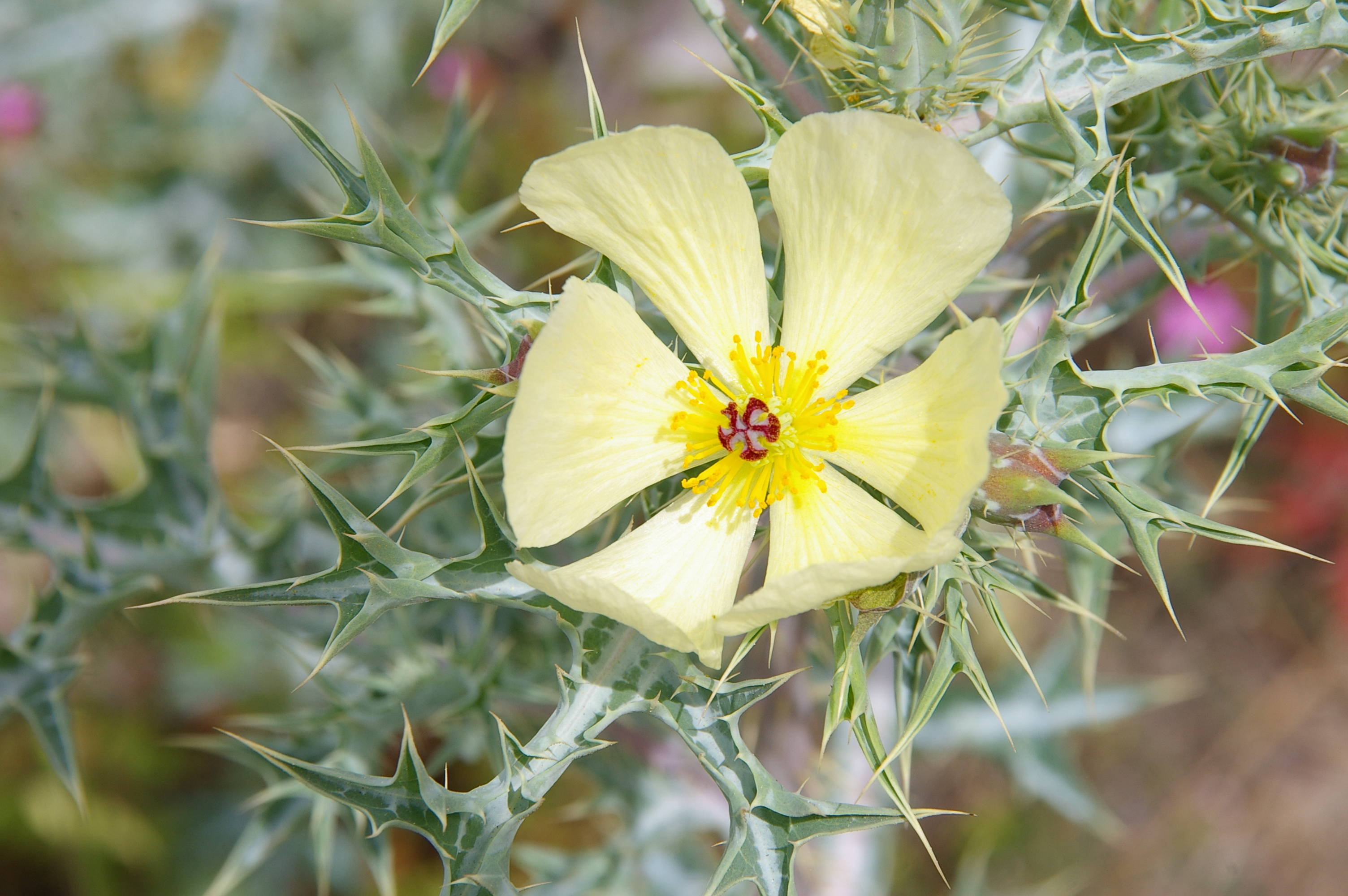
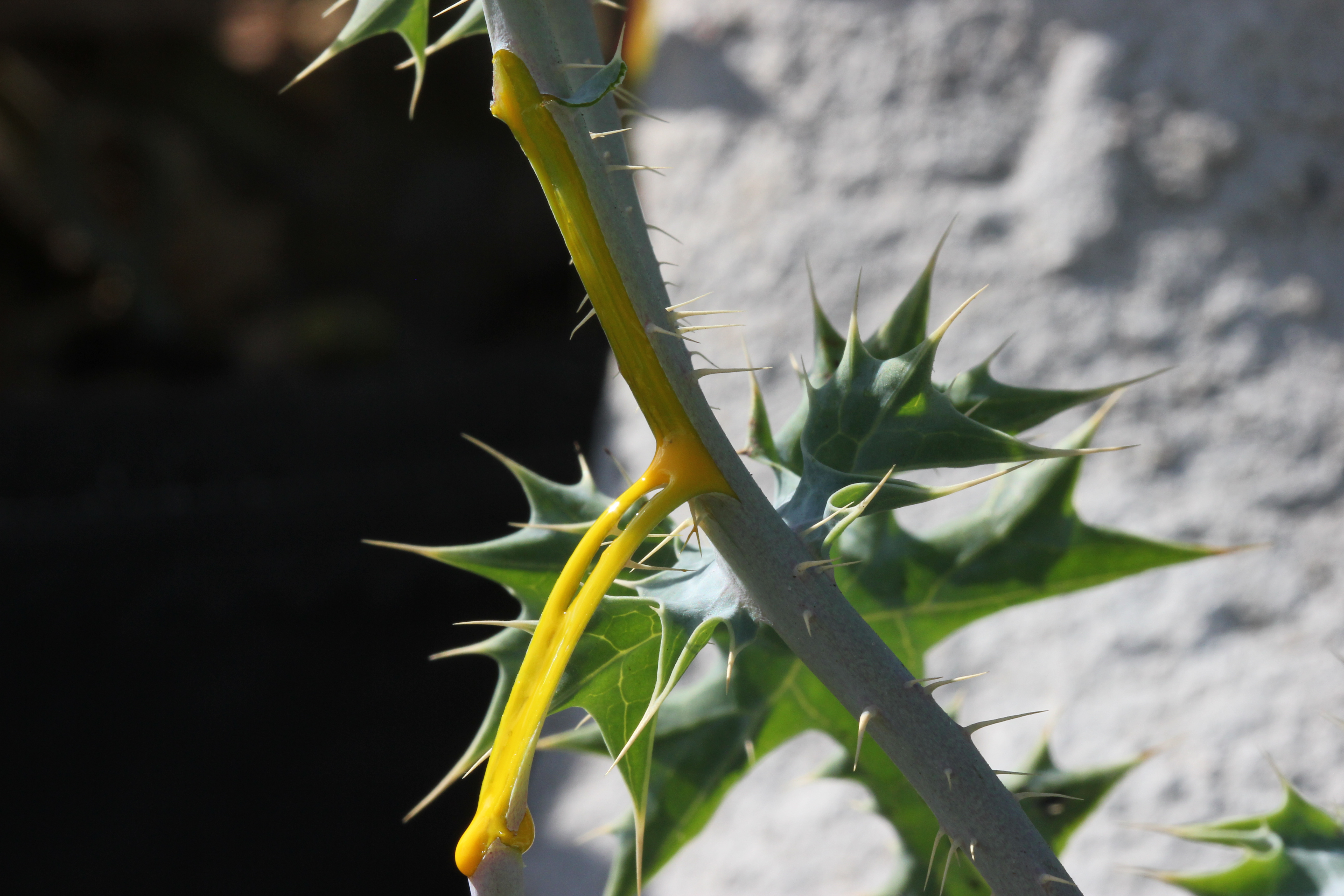
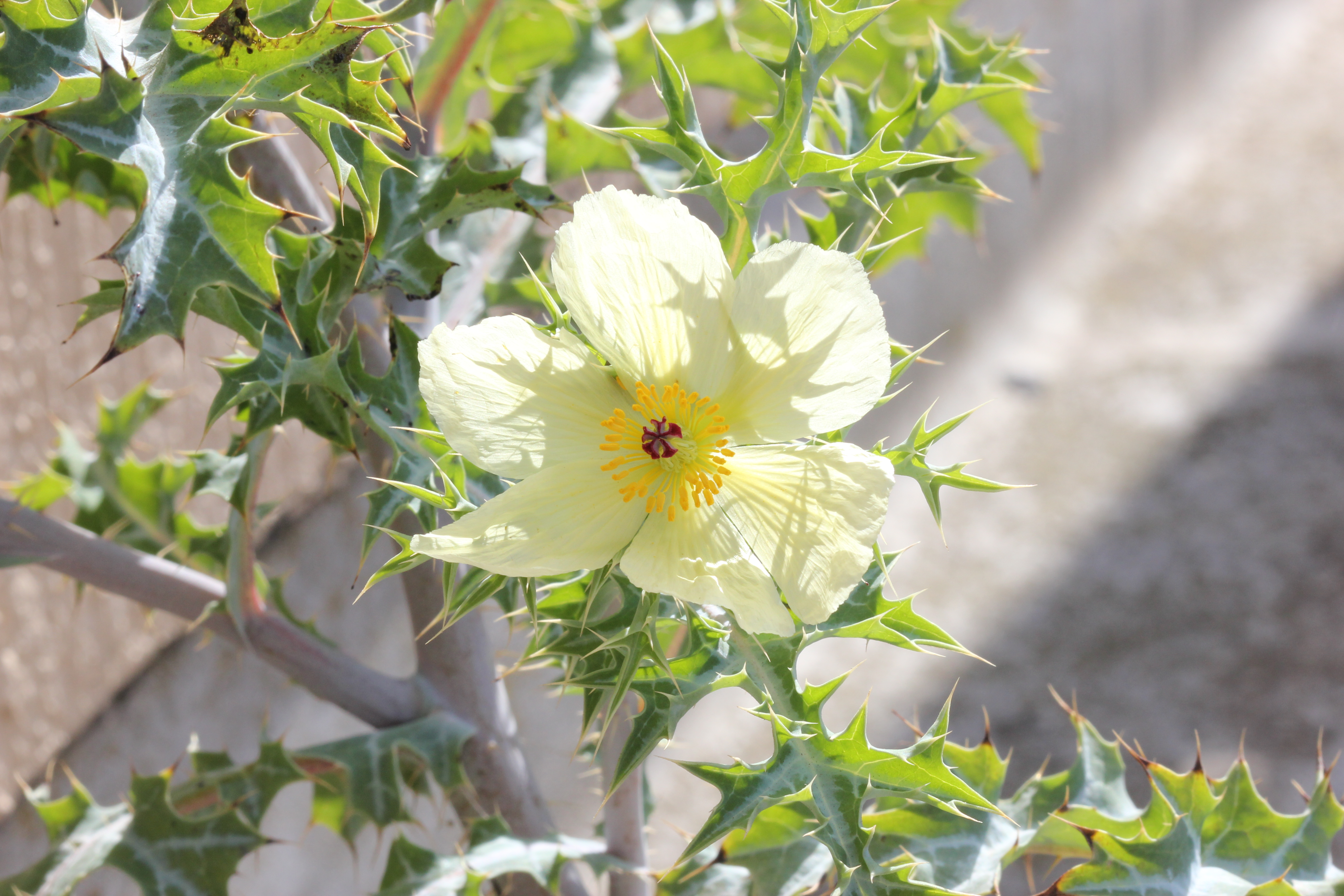
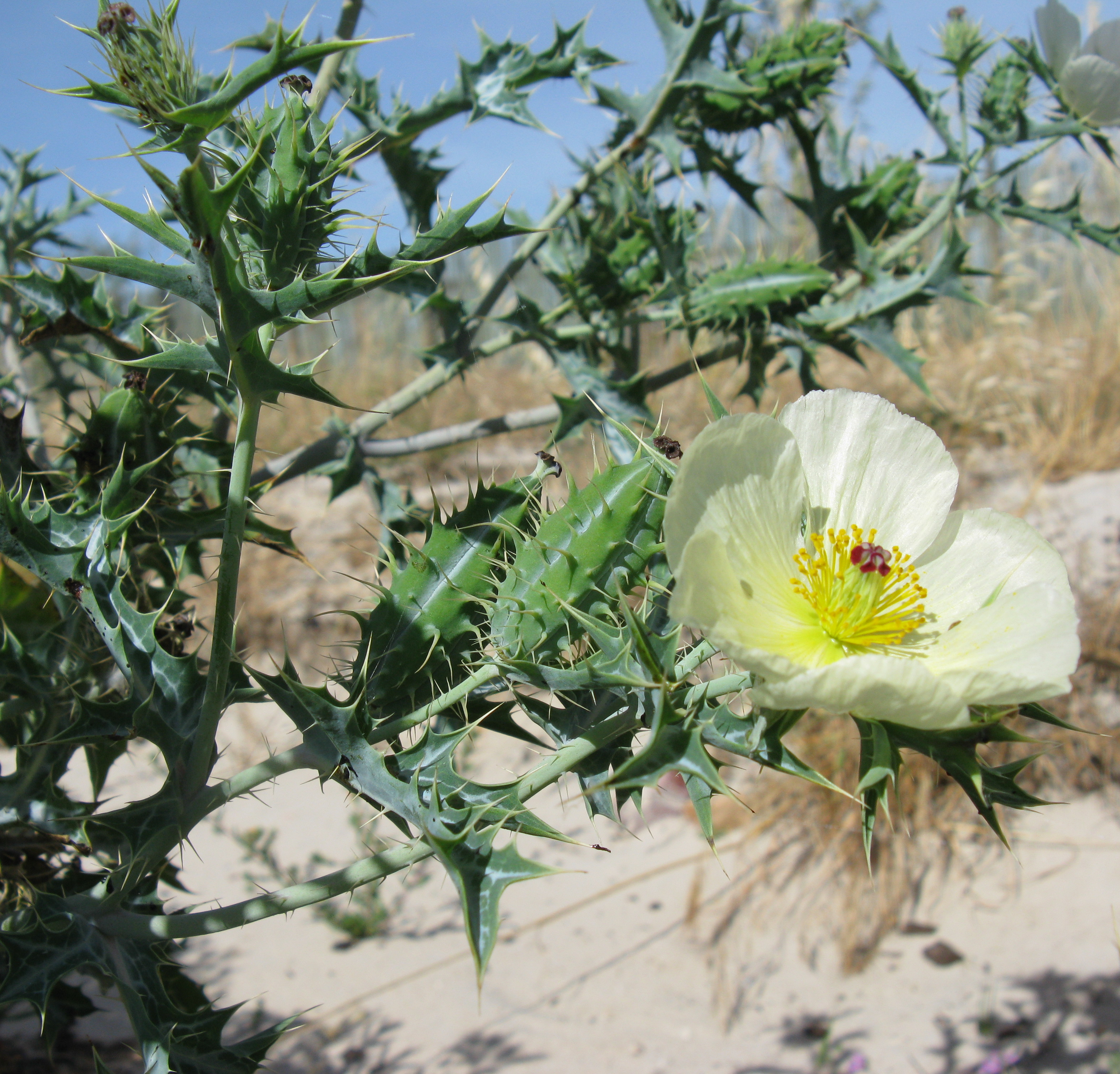
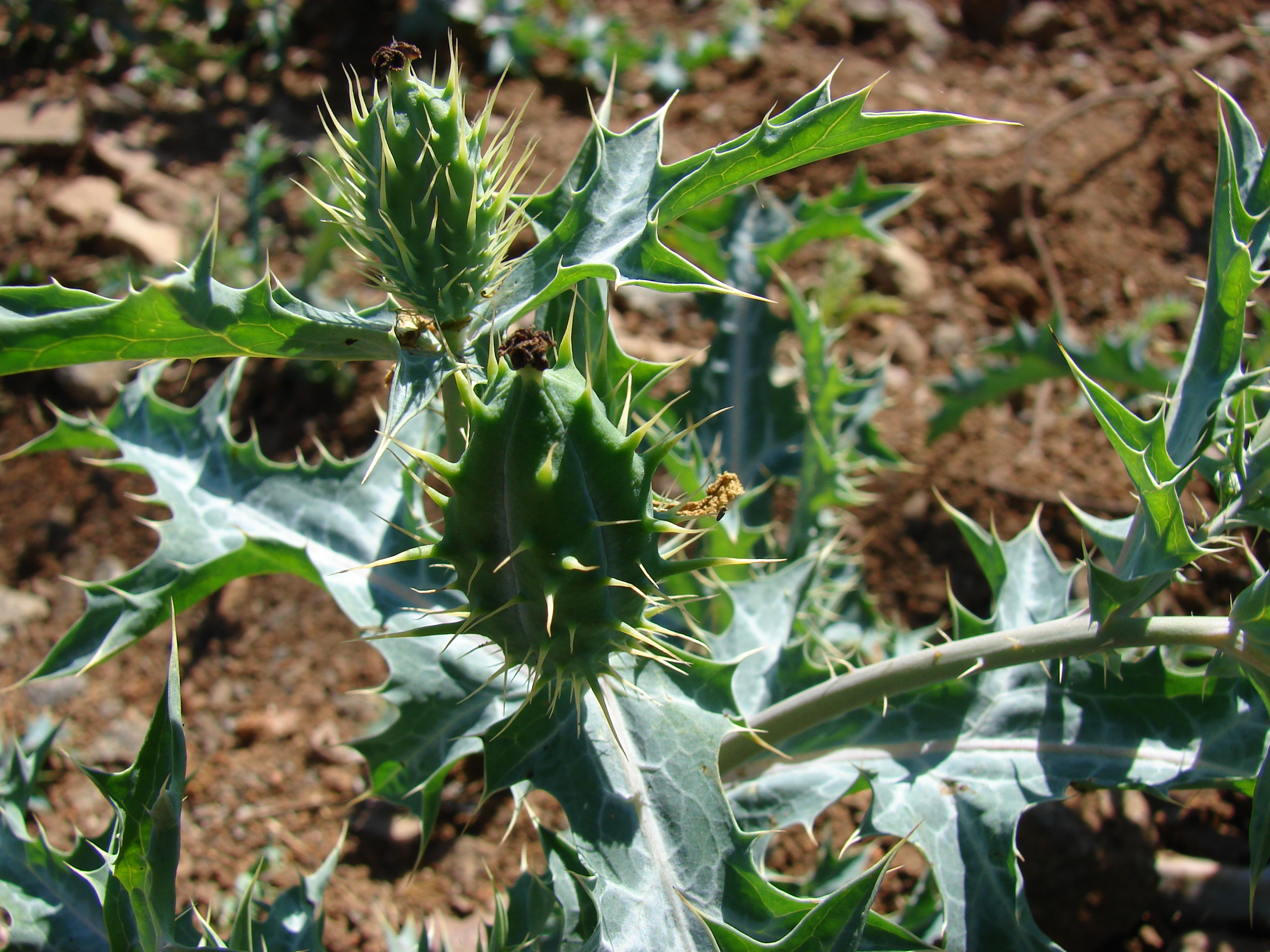